# Juist
Juist (pronunciación en alemán: /jyːst/ⓘ) es una isla Frisia alemana situada entre Norderney (al este) y Borkum (al oeste) y al norte del estuario del Ems. Es una isla alargada (17 km de largo por 500 m de ancho) con 16,43km² de superficie. Sus 1.801 habitantes (2003) se encuentran repartidos en dos pueblos: Juist (también llamado Dorf) y Loog. Administrativamente constituye un municipio, que pertenece al estado de la Baja Sajonia.
Se puede acceder a la isla con transbordador desde Norddeich (en tierra firme), si bien Juist dispone además de un pequeño aeródromo.
Actualmente la isla se está erosionando por el borde occidental (Bill-Polder) porque la vegetación es incapaz de mantener fija la arena.